# 암살 미수 생존자 목록
다음은 암살미수 생존자의 명단을 연대순으로 나열한 것이다. 암살 시도 당시 국가 원수나 정부 원수였던 사람은 여기에 포함되지 않는다.
- 에드워드 1세
- 가스파르 2세 드 콜리니
- 빌럼 1세 판 오라녜
- 에이브러햄 링컨
- 윌리엄 H. 수어드
- 알프레트 폰 작센코부르크고타 공작
- 니콜라이 2세
- 에드워드 7세
- 마누엘 2세 (포르투갈)
- 알프레드 드레퓌스
- 시어도어 루스벨트
- 그리고리 라스푸틴
- 엘레프테리오스 베니젤로스
- 쇼와 천황
- 허버트 후버
- 움베르토 2세
- 프랭클린 D. 루스벨트
- 마키노 노부아키
- 엘레프테리오스 베니젤로스
- 프란츠 폰 파펜
- 호세 라우렐
- 후세인 1세
- 마틴 루터 킹 주니어
- 응오딘뉴
- 에드윈 워커
- 앤디 워홀
- 장징궈
- 조지 월리스
- 이멜다 마르코스
- 밥 말리
- 래리 플린트
- 알렉산더 헤이그
- 타리크 아지즈
- 알리 하메네이
- 게리 애덤스
- 장베르트랑 아리스티드
- 살만 루슈디
- 세사르 가비리아
- 모토지마 히토시
- 오스카르 라퐁텐
- 볼프강 쇼이블레
- 조지 H. W. 부시
- 나기브 마푸즈
- 호세 마리아 아스나르
- 멩기스투 하일레 마리암
- 우다이 후세인
- 부크 드라슈코비치
- 조지 해리슨
- 부크 드라슈코비치
- 뤼슈롄
- 안나 폴릿콥스카야
- 빅토르 유셴코
- 시브가툴라 모자데디
- 고타바야 라자팍사
- 딕 체니
- 람잔 카디로프
- 베나지르 부토
- 마이트리팔라 시리세나
- 개브리엘 기퍼즈
- 사미르 제아제아
- 말랄라 유사프자이
- 아흐메드 도간
- 나렌드라 모디
- 스티브 스컬리스
- 세르게이 스크리팔
- 자이르 보우소나루
- 후안 과이도
- 알렉세이 나발니
- 살만 루슈디
- 크리스티나 페르난데스
- 임란 칸
- 이재명
- 도널드 트럼프